# Guayacán (Chile)

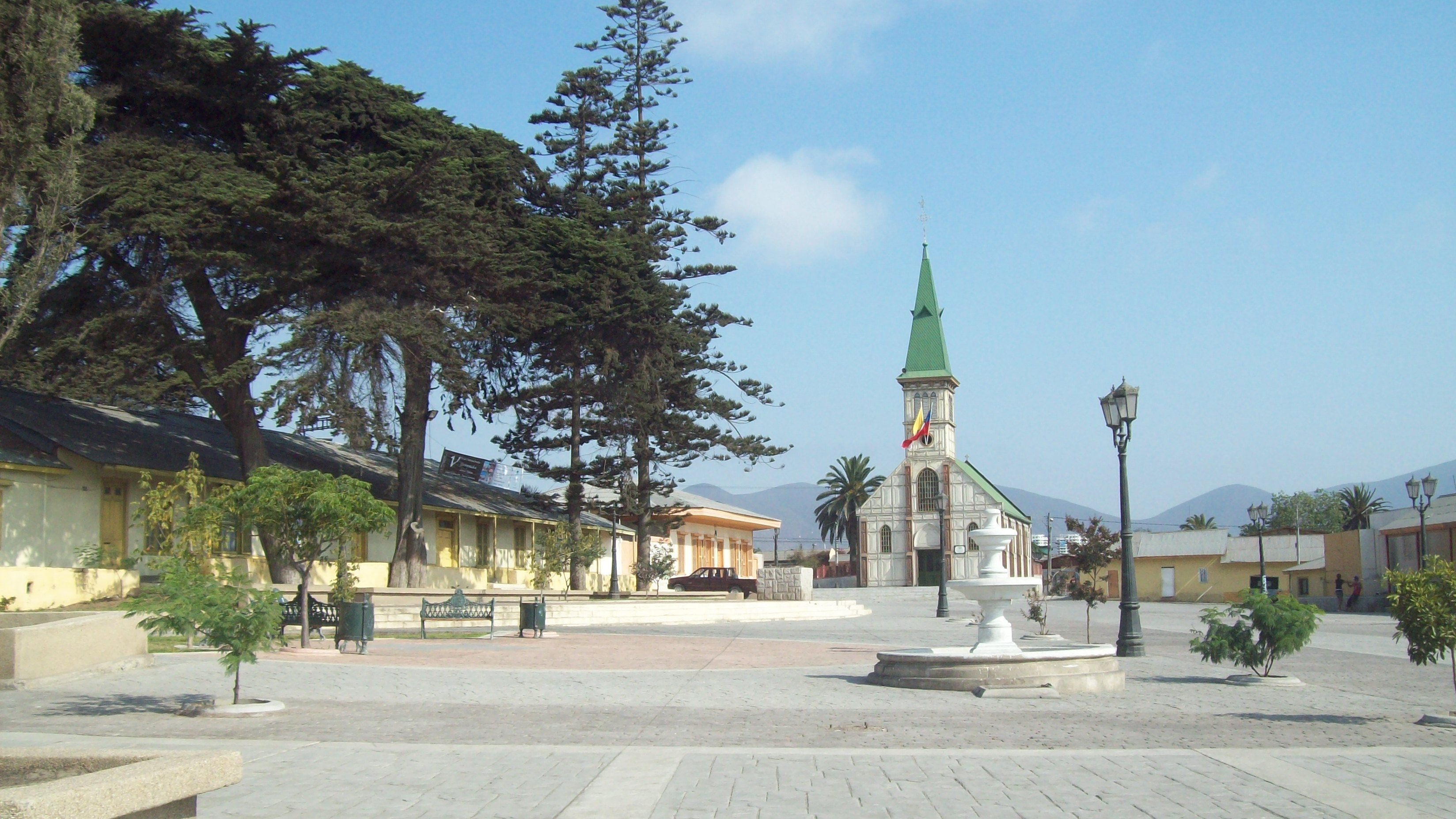
Plaza e iglesia de Guayacán.

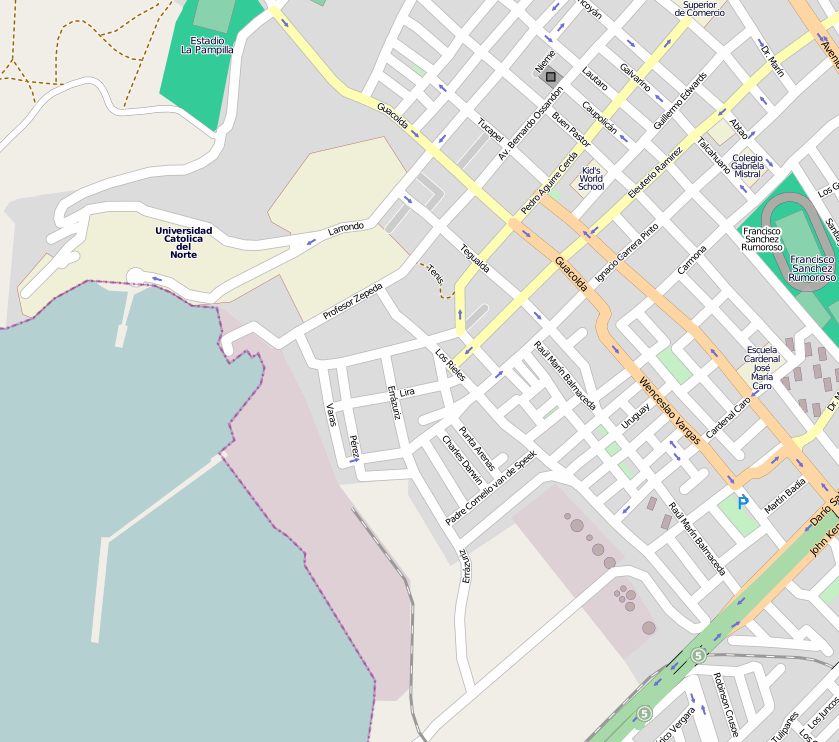
Mapa de Guayacán.

Guayacán es un barrio de la ciudad de Coquimbo (Chile), declarado Zona Típica por el Consejo de Monumentos Nacionales en 2005. Aunque el sector considerado tradicional comprende la plaza principal del sector y sus alrededores, esta denominación suele extenderse al sector comprendido desde las calles Guacolda, Wenceslao Vargas, Darío Salas y la ruta 5 Panamericana La Serena-Coquimbo hasta el océano Pacífico.

## Historia

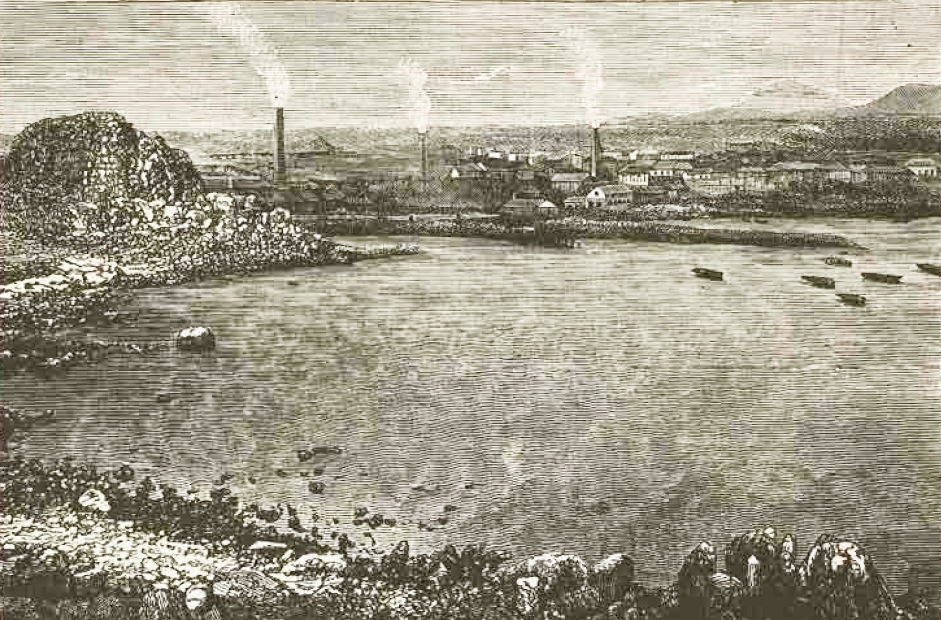
Guayacán en 1872.

El sector permaneció con poca o nula actividad hasta que en 1846 se estableció en La Herradura un establecimiento minero gracias a la gestión de Robert Edward Allison. En 1856 José Tomás de Urmeneta instaló una fundición de cobre en el sector de Guayacán —ubicado al norte de la localidad de La Herradura—, para lo cual se construyó en 1862 una línea férrea hasta el pique de Tamaya y un muelle de embarque en la costa.
La inauguración de la fundición de Guayacán en 1856, a manos de la Compañía Chilena de Fundiciones de propiedad de la sociedad "Urmeneta y Errázuriz" propiedad de Urmeneta en conjunto a su yerno Maximiano Errázuriz Valdivieso, fue una de las más grandes operaciones industriales del país en el siglo XIX, llegando a tener unos 35 hornos de reverbero en su época de apogeo. Estos hornos funcionaban a través de tres grandes chimeneas de aproximadamente 40 m de altura, su carbón proveniente en gran porcentaje de la Zona del carbón de Coronel y Lota. Como una métrica de su producción y escala, en 1872 se produjeron 920 toneladas métricas de barras de bronce y hierro, las cuales eran exportadas por buques de la Pacific Steam Navigation Company que recalaban en puerto dos veces por mes, con destino principal Inglaterra. A fines del siglo XIX, las gigantescas columnas de humo color rojizo que producía esta fundición eran apreciables incluso a decenas de kilómetros de distancia, más la producción para 1894 había decaido a 575 toneladas métricas.
En 1874 fue creado el Cementerio Inglés, que alberga a las primeras familias escocesas y galesas que se instalaron en Coquimbo. En 1880 se construyó la Iglesia de Guayacán, fabricada en piezas por el taller de Joseph Danly en Bélgica. Entre 1895 y 1929 circuló el Ferrocarril Urbano de Coquimbo, que conectaba el sector de Guayacán con el centro de Coquimbo.
En Guayacán y La Herradura a mediados del siglo XX comenzó un nuevo auge impulsado por el gobierno de Gabriel González Videla y el Plan Serena. A través de este plan se creó el balneario e infraestructura para el turismo como el Club de Yates (actual Hotel Bucanero), una planta de energía eléctrica y un puerto mecanizado para exportar el hierro proveniente de El Romeral. Estas nuevas obras portuarias mineras fueron inauguradas en 1955 y financiadas en gran parte por la empresa estadounidense Bethlehem Steel.
El 13 de diciembre de 2005 el pueblo de Guayacán fue declarado Zona Típica por el Consejo de Monumentos Nacionales de Chile. Con ello se asegura su preservación histórica y el desarrollo de políticas para mantener la cultura e idiosincrasia del sector.
Durante 2014 el municipio de Coquimbo postuló a un fondo de 40 mil millones de pesos a través del Gobierno y el Banco Interamericano del Desarrollo para llevar a cabo un rescate patrimonial del pueblo, el cual fue aprobado en octubre de 2014. Durante el segundo semestre de 2015 se ejecutaron las intervenciones en el sector.

## Geografía
Guayacán se encuentra en la costa suroeste de la península de Coquimbo. Francisco Astaburuaga describe el sector en su Diccionario Geográfico de la República de Chile (1899) de la siguiente forma:

Guayacán.-—Puerto ó surgidero dentro de la bahía de la Herradura de Coquimbo situado en los 29° 58' Lat. y 71° 23' Lon. en el costado norte de ella ó izquierdo de su entrada. Se halla separado del puerto de su capital por un espacio de terreno árido de unos dos kilómetros de ancho, que cae en pendiente sobre el surgidero. Al borde de éste está asentada su población, que cuenta 1,347 habitantes, y contiene el importante establecimiento de fundición de minerales de cobre, á que debe su origen desde 1852, formando un regular caserío. Se comunica con su indicada capital por un ramal de tres kilómetros del ferrocarril que de ella va á la ciudad de la Serena y al S. hacia la de Ovalle. Su puerto se halla habílitado para la exportación desde el 23 de abril de 1858. El nombre es el de un arbusto indígena (Porlieria hygrometrica).
Diccionario Geográfico de la República de Chile (1899).

Existe un pequeño cerro notable en el sector de Guayacán: el cerro Alegre, un promontorio rocoso de 38 metros de altura ubicado dentro de los terrenos que ocupa actualmente la Universidad Católica del Norte.

## Edificios de interés
- Caleta de Pescadores y Playa El Cóndor (antiguamente denominada «Playa de los Ingleses»)[16]
- Cementerio Inglés
- Casa de administración y ex-laboratorio químico Guayacán
- Iglesia de Guayacán
- Plaza José Tomás Urmeneta
- Universidad Católica del Norte, sede Coquimbo